# Distrito Industrial Centro

Industrial Centro  é um bairro localizado no município de  Osasco, São Paulo, Brasil. Sendo delimitado ao Norte pelo bairro Bonfim; a Leste e Sul com o bairro Centro; a Oeste com o bairro Km 18.

## Principais vias
- Avenida Marechal Rondon
- Rua Ester Rombenso
- Rua da Estação
- Avenida João Batista
- Avenida Sport Clube Corinthians Paulista
- Avenida dos Autonomistas[1]

## Formação
O bairro foi projetado na década de 50 para ser um Distrito Industrial.